# Schloss Laskowitz (Jeżewo)
Schloss Laskowitz war ein Schloss in Laskowice, im vormaligen Kreis Schwetz Westpreußens, heute Powiat Świecki in Polen.

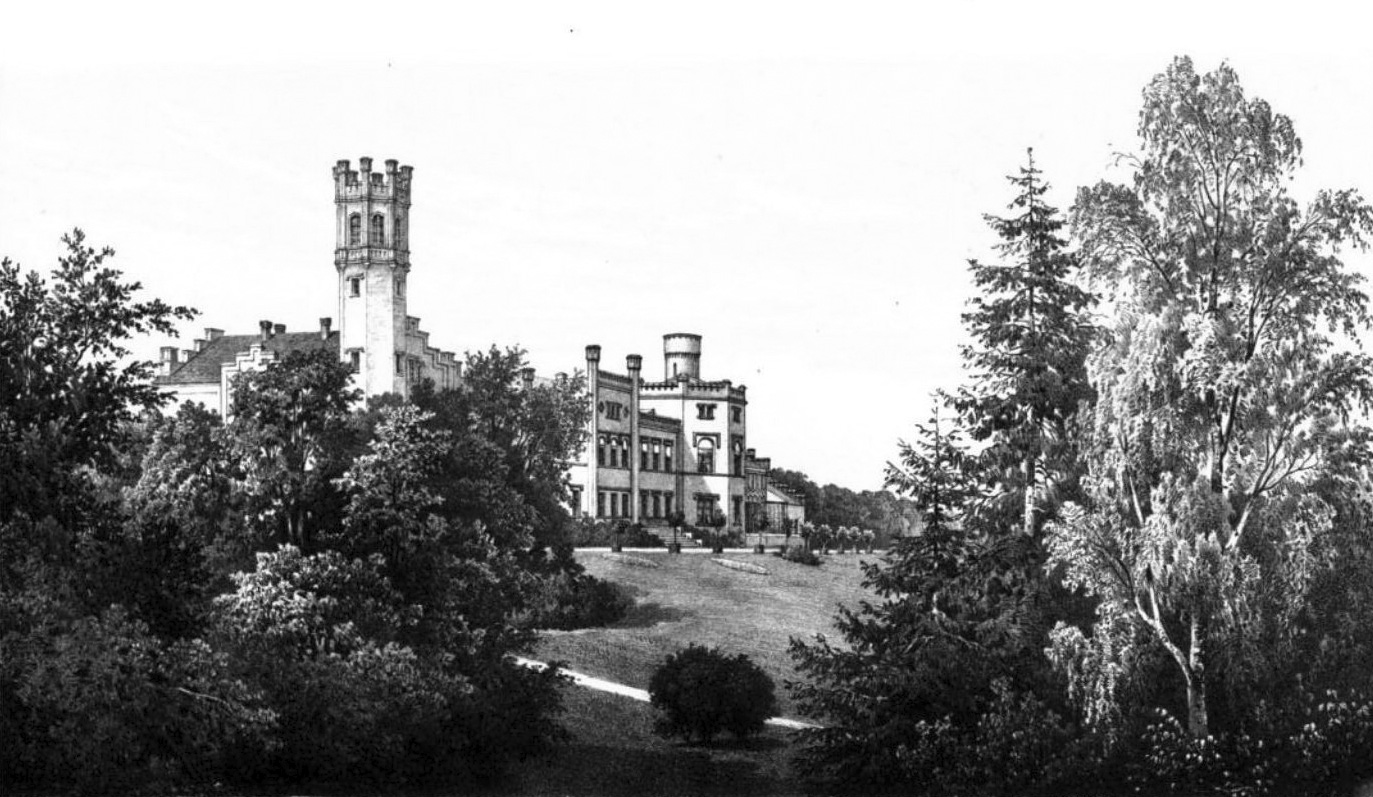
Schloss Laskowitz, Lithografie ca. 1870

Koordinaten: 53° 30′ 28,6″ N, 18° 27′ 18,7″ O

## Gutsgeschichte
Die Gordons, eine Familie schottischen Ursprungs aus dem Clan Gordon, wurden im Dreißigjährigen Krieg in Deutschland ansässig. John Gordon war an der Ermordung Wallensteins in Eger beteiligt. Johann von Gordon-Coldwels, der Laskowitz kaufte, kam allerdings erst zu Beginn des 19. Jahrhunderts nach Deutschland. Die Gordons ließen 1862–1863 ein älteres Haus zu einem Schloss erweitern.
Nach dem Zweiten Weltkrieg und der polnischen Übernahme wurde das Schloss von der Staatskasse übernommen. Das im Krieg zerstörte Schloss wurde von der örtlichen Bevölkerung abgerissen, die Wirtschaftsgebäude werden nach der Umgestaltung von privaten Eigentümern genutzt.

## Bauwerk
Der Bau war ein klassizistischer Bau mit neugotischen Elementen.
Das Gebäude stand auf dem Schlosshügel im nördlichen Teil des bis heute erhaltenen Parks und bot Aussicht auf den einige Meter tiefer gelegenen Schlosssee. Vom Baubestand ist nur ein zweistöckiges Gebäude aus dem Jahr 1848 übrig geblieben, das im Volksmund als „Palast“ bezeichnet wird. Seine Zierde ist ein quadratischer Turm auf dem Dachfirst. Das Gebäude beherbergt derzeit Sozialwohnungen.

## Schlosspark
Der Schlosspark, bis heute erhalten, ist ein englischer Landschaftspark mit einer Fläche von 9 Hektar.